# 중앙로 (청양군)
중앙로(Jungang-ro)는 충청남도 청양군 청양읍 벽천교차로에서 청양군 청양읍 학동교차로 를 잇는 충청남도의 도로이다.

## 주요 경유지
충청남도
- 청양군 (청양읍)

## 노선
| 이름        | 접속 노선                                     | 소재지 | 소재지 | 비고 |
| ----------- | --------------------------------------------- | ------ | ------ | ---- |
| 덕천 교차로 | 국도 제29호선 (충절로) 국도 제36호선 (대청로) | 청양군 | 청양읍 |      |
| 읍내사거리  | 칠갑산로                                      | 청양군 | 청양읍 |      |
| (이름없음)  | 문화예술로                                    | 청양군 | 청양읍 |      |
| 학동 교차로 | 국도 제29호선 (충절로) 청수길                 | 청양군 | 청양읍 |      |

## 주요 건물 및 시설
- 기아자동차 칠갑대리점 (중앙로 72/읍내리 375-2)
- HD현대오일뱅크 청광주유소 (중앙로 81/읍내리 319-1)
- GS25 청양읍내점 (중앙로 83/읍내리 320-6)
- 맘스터치 충남청양점 (중앙로 154/읍내리 221-1)
- GS25 청양의료원점 (중앙로 182/읍내리 271-2)
- 충청남도청양교육지원청 (중앙로 252/송방리 54-7)